# Idiologue
Le mot idiologue est un néologisme utilisé par les historiens de l'Égypte grecque et romaine pour qualifier celui (qui s'occupe) du compte privé (Ό προς τῷ 'Ιδίῳ Λόγῳ : Ho pros to Idiô Logô).
C'est le haut fonctionnaire en Égypte, sous les Lagides puis sous les empereurs romains, qui est chargé du fisc et des biens royaux. À ce titre, il dispose également de larges compétences judiciaires.
Dès l'époque d'Auguste, il fait partie des plus hauts fonctionnaires, l'un des cinq procurateurs équestres de cette province, avec le juridicus Alexandriae, et trois épistratèges de Péluse, des « sept nomes » et de Thébaïde (Epistrategus Pelusi, E. VII nomorum, E. Thebaidos), les principaux collaborateurs du préfet d'Égypte. Ce nombre passe à six sous l'empereur  Claude avec la nomination d'un archiereus Aegypti (fonctionnaire chargé du culte impérial), puis à sept sous Vespasien avec l'instauration d'un diocète d'Alexandrie (diocetes Alexandriae).
Les papyrus documentaires d'Égypte nous ont conservé sous deux textes, d'importance très inégale, un résumé des décisions sur différents points de droits relatifs aux diverses compétences de l'idiologue : le Gnômôn de l'idiologue ('Ο Γνωμων του 'Ιδιου Λογου). On y trouve des précédents judiciaires sur les biens des personnes de différents statuts (citoyens romains, citoyens des cités grecques d'Égypte, prêtres égyptiens etc…), les testaments et les successions, les confiscations, les amendes, le statut patrimonial d'enfants nés de parents jouissant de droits différents, les limites patrimoniales des fonctionnaires, le droit des temples et des prêtres, le droit notarial, etc. Ce recueil de décisions prend lui-même pleine valeur de loi avec un Edit du préfet d'Égypte, Tiberius Julius Alexander, en 68 de notre ère (lors de la réorganisation de l'Empire après la mort de Néron).